# Кепітел
Регіональний округ Кепітел (англ. Capital) — регіональний округ в Канаді, у провінції Британська Колумбія.

## Населення
За даними перепису 2016 року, регіональний округ нараховував 383360 жителів, показавши зростання на 6,5%, порівняно з 2011-м роком. Середня густина населення становила 163,8 осіб/км².
З офіційних мов обидвома одночасно володіли 38 265 жителів, тільки англійською — 336 115, тільки французькою — 155, а 3 140 — жодною з них. Усього 49,465 осіб вважали рідною мовою не одну з офіційних, з них 265 — одну з корінних мов, а 615 — українську.
Працездатне населення становило 63,7% усього населення, рівень безробіття — 5,6% (5,9% серед чоловіків та 5,2% серед жінок). 84% були найманими працівниками, 14,5% — самозайнятими.
Середній дохід на особу становив $48 004 (медіана $37 101), при цьому для чоловіків — $56 068, а для жінок $40 608 (медіани — $43 280 та $32 519 відповідно).
28,3% мешканців мали закінчену шкільну освіту, не мали закінченої шкільної освіти — 11,9%, 59,8% мали післяшкільну освіту, з яких 49,2% мали диплом бакалавра, або вищий, 5,695 осіб мали вчений ступінь.
| Статево-вікова структура населення | Статево-вікова структура населення | Статево-вікова структура населення | Статево-вікова структура населення | Статево-вікова структура населення |
| ---------------------------------- | ---------------------------------- | ---------------------------------- | ---------------------------------- | ---------------------------------- |
|                                    |                                    |                                    |                                    |                                    |
| Всього                             | Всього                             | 48,2%51,8%                         |                                    |                                    |
| 0 — 14 років                       | 0 — 14 років                       |                                    | 13%                                | 13%                                |
| 15 — 64 років                      | 15 — 64 років                      |                                    | 65,3%                              | 65,3%                              |
| 65 і більше                        | 65 і більше                        |                                    | 21,7%                              | 21,7%                              |
| 85 і більше                        | 85 і більше                        |                                    | 3,3%                               | 3,3%                               |
| 100 і більше                       | 100 і більше                       |                                    | 0%                                 | 0%                                 |
| Середній вік (років)               | Середній вік (років)               | 43,345,4                           | 44,4                               | 44,4                               |
| Медіана (років)                    | Медіана (років)                    | 44,146,8                           | 45,5                               | 45,5                               |
| — чоловіки — жінки                 |                                    |                                    |                                    |                                    |

| Походження мешканців:     | Походження мешканців:     | Походження мешканців: | Походження мешканців: | Походження мешканців: |
| ------------------------- | ------------------------- | --------------------- | --------------------- | --------------------- |
| Походження                |                           |                       | осіб                  | %                     |
| Корінні американці        | Корінні американці        |                       | 22 870                | 6.13%                 |
| Інше північноамериканське | Інше північноамериканське |                       | 95 560                | 25.63%                |
| Європейське               | Європейське               |                       | 293 500               | 78.71%                |
| британське                | британське                |                       | 226 415               | 60.72%                |
| французьке                | французьке                |                       | 40 645                | 10.9%                 |
| українське                | українське                |                       | 20 105                | 5.39%                 |
| Карибське                 | Карибське                 |                       | 2 320                 | 0.62%                 |
| Латинськоамериканське     | Латинськоамериканське     |                       | 5 125                 | 1.37%                 |
| Африканське               | Африканське               |                       | 5 225                 | 1.4%                  |
| Азійське                  | Азійське                  |                       | 47 515                | 12.74%                |
| Океанійське               | Океанійське               |                       | 2 660                 | 0.71%                 |

| Зайнятість населення за галузями (за класифікацією NOC): | Зайнятість населення за галузями (за класифікацією NOC): | Зайнятість населення за галузями (за класифікацією NOC): | Зайнятість населення за галузями (за класифікацією NOC): | Зайнятість населення за галузями (за класифікацією NOC): |
| -------------------------------------------------------- | -------------------------------------------------------- | -------------------------------------------------------- | -------------------------------------------------------- | -------------------------------------------------------- |
|                                                          |                                                          |                                                          |                                                          |                                                          |
| Управління                                               | Управління                                               |                                                          | 11,2%                                                    | 11,2%                                                    |
| Бізнес, фінанси та адміністрування                       | Бізнес, фінанси та адміністрування                       |                                                          | 15,9%                                                    | 15,9%                                                    |
| Природничі та прикладні науки                            | Природничі та прикладні науки                            |                                                          | 7,8%                                                     | 7,8%                                                     |
| Охорона здоров'я                                         | Охорона здоров'я                                         |                                                          | 7,9%                                                     | 7,9%                                                     |
| Освіта, правозахист, муніципальні та урядові служби      | Освіта, правозахист, муніципальні та урядові служби      |                                                          | 14,2%                                                    | 14,2%                                                    |
| Мистецтво, культура, відпочинок та спорт                 | Мистецтво, культура, відпочинок та спорт                 |                                                          | 4%                                                       | 4%                                                       |
| Роздрібна торгівля та послуги                            | Роздрібна торгівля та послуги                            |                                                          | 24,6%                                                    | 24,6%                                                    |
| Гуртова торгівля, транспорт та обладнання                | Гуртова торгівля, транспорт та обладнання                |                                                          | 11,3%                                                    | 11,3%                                                    |
| Природні ресурси, сільське господарство                  | Природні ресурси, сільське господарство                  |                                                          | 1,9%                                                     | 1,9%                                                     |
| Виробництво                                              | Виробництво                                              |                                                          | 1,3%                                                     | 1,3%                                                     |

## Населені пункти
До складу регіонального округу входять міста Колвуд, Ленґфорд, Вікторія (Британська Колумбія), містечка Сідні, В'ю-Роял, муніципалітети Оук-Бей, Норт-Сааніч, Сентрал-Сааніч, Сук, Гайлендс, Іскваймолт, Метчосін, Сааніч, індіанські резервації Коул-Бей 3, Саут-Сааніч 1, Юніон-Бей 4, Ґордон-Рівер 2, Бечер-Бей 1, Іст-Сааніч 2, Нью-Сонґіс 1A, Ґаліано-Айленд 9, а також хутори, інші малі населені пункти та розосереджені поселення.

## Клімат
Середня річна температура становить 10,4°C, середня максимальна – 20,8°C, а середня мінімальна – -0,4°C. Середня річна кількість опадів – 729 мм.
| Клімат поселення                              | Клімат поселення | Клімат поселення | Клімат поселення | Клімат поселення | Клімат поселення | Клімат поселення | Клімат поселення | Клімат поселення | Клімат поселення | Клімат поселення | Клімат поселення | Клімат поселення | Клімат поселення |
| Показник                                      | Січ.             | Лют.             | Бер.             | Квіт.            | Трав.            | Черв.            | Лип.             | Серп.            | Вер.             | Жовт.            | Лист.            | Груд.            |                  |
| Середній максимум, °C                         | 9,03             | 10,56            | 11,77            | 14,02            | 17,13            | 19,69            | 20,41            | 20,78            | 18,23            | 13,69            | 9,81             | 7,68             |                  |
| Середня температура, °C                       | 4,34             | 5,84             | 7,06             | 9,32             | 12,43            | 14,98            | 17,17            | 17,52            | 14,97            | 10,44            | 6,57             | 4,44             |                  |
| Середній мінімум, °C                          | −0,37            | 1,15             | 2,36             | 4,61             | 7,72             | 10,29            | 13,92            | 14,28            | 11,73            | 7,20             | 3,32             | 1,21             |                  |
| Норма опадів, мм                              | 114              | 82               | 61               | 40               | 31               | 26               | 18               | 22               | 28               | 64               | 123              | 120              |                  |
| Середньомісячна швидкість вітру, м/с          | 3.54             | 3.36             | 3.47             | 3.41             | 3.37             | 3.40             | 3.25             | 2.95             | 2.59             | 2.77             | 3.48             | 3.58             |                  |
| Середньомісячна сонячна радіація, кДж/м²·день | 3282             | 6186             | 9961             | 14789            | 18451            | 20019            | 21127            | 18093            | 13303            | 7156             | 3714             | 2614             |                  |
| --------------------------------------------- | ---------------- | ---------------- | ---------------- | ---------------- | ---------------- | ---------------- | ---------------- | ---------------- | ---------------- | ---------------- | ---------------- | ---------------- | ---------------- |
| Джерело:                                      |                  |                  |                  |                  |                  |                  |                  |                  |                  |                  |                  |                  |                  |